# Cleaner
Cleaner är en amerikansk långfilm från 2007 i regi av Renny Harlin, med Samuel L. Jackson, Ed Harris, Eva Mendes och Luis Guzmán i rollerna.

## Rollista
| Samuel L. Jackson   | – Tom Cutler         |
| Ed Harris           | – Eddie Lorenzo      |
| Eva Mendes          | – Ann Norcut         |
| Luis Guzmán         | – Det. Jim Vargas    |
| Keke Palmer         | – Rose Cutler        |
| Maggie Lawson       | – Cherie             |
| Jose Pablo Cantillo | – Miguel             |
| Robert Forster      | – Arlo Grange        |
| Edrick Browne       | – Det. Darrin Harris |